# Münchener Rück
Die Münchener Rückversicherungs-Gesellschaft Aktiengesellschaft in München (kurz Münchener Rück) mit Sitz in München ist eine weltweit agierende deutsche Rückversicherungsgesellschaft. Das Unternehmen tritt seit 2009 unter der Marke Munich Re auf. Es gilt als größter Rückversicherer der Welt. Zur Gesellschaft gehört außerdem die Ergo Group, die das Erstversicherungsgeschäft betreibt.
Die Aktien der Gesellschaft sind an allen deutschen Wertpapierbörsen und im elektronischen Xetra-Handel notiert. Sie sind unter anderem Bestandteil des DAX, DivDAX und des Dow Jones Euro Stoxx 50.
Die Münchener Rück erwirtschaftete im Geschäftsjahr 2022 gebuchte Bruttobeiträge von 67,1 Mrd. Euro und einen Konzernüberschuss von 3,4 Mrd. Euro. Von den 41.389 Mitarbeitern des Konzerns arbeiten rund 25.500 bei der Ergo Group und 13.800 in der Rückversicherung. 850 Mitarbeiter beschäftigt das Unternehmen beim Vermögensverwalter MEAG.

## Hauptgebäude

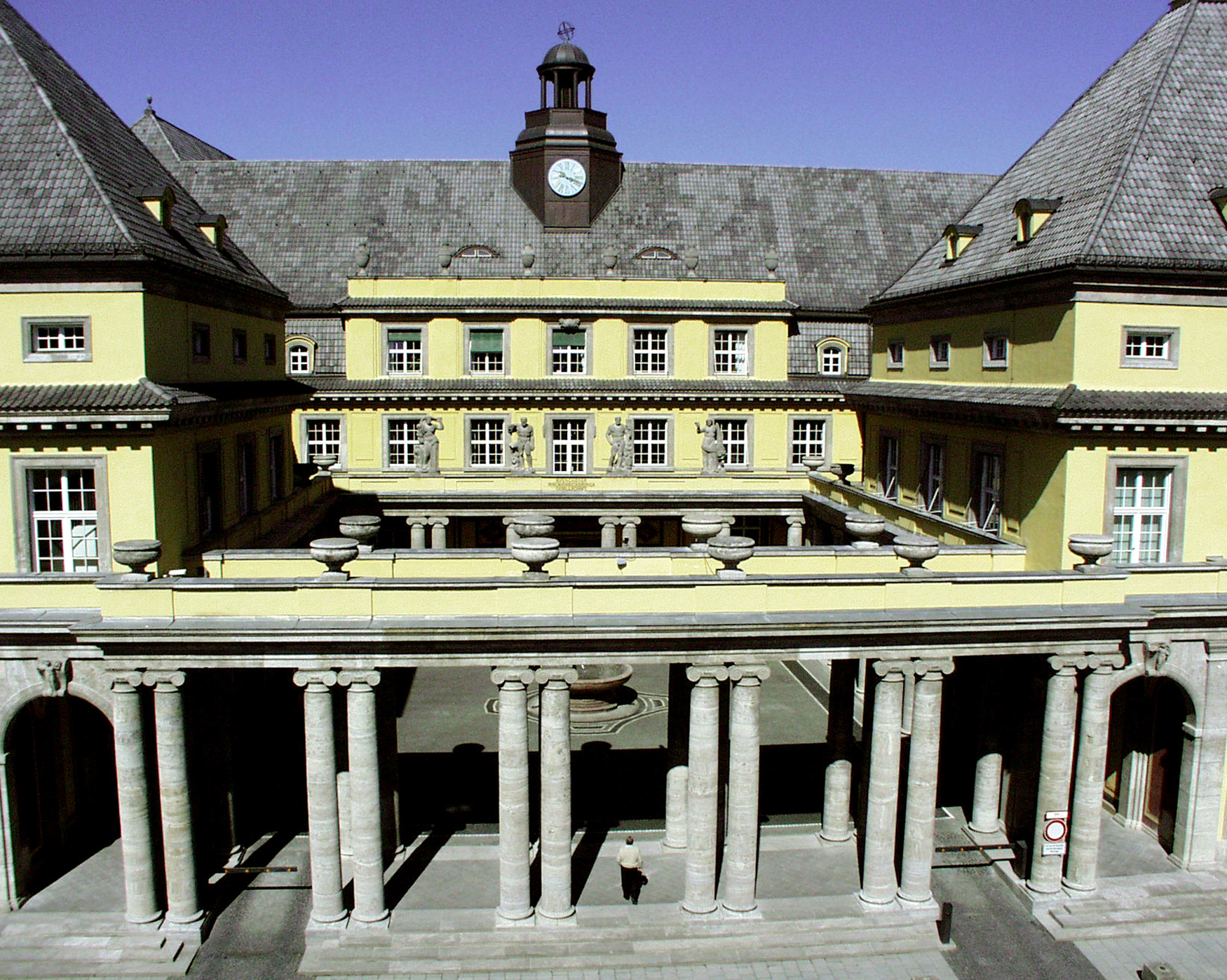
Hauptgebäude mit Schmuckhof in der Königinstraße

Das Hauptgebäude in der Königinstraße 107 entstand 1912/13 nach den Entwürfen der Architekten Oswald Eduard Bieber und Wilhelm Hollweck. Der von ionischen Säulen umstellte Eingangshof und die aufwendige Innenausstattung sollen den Anspruch des Unternehmens repräsentieren. Seit 1973 steht das von Jugendstil und Klassizismus geprägte Gebäude unter Denkmalschutz.

## Geschichte

Aktie über 200 RM der Münchener Rückversicherungs-Gesellschaft vom Februar 1929

1880 gründete Carl von Thieme, seit 1870 bayerischer Generalagent der Versicherungsgesellschaft Thuringia, bei der sein Vater als Direktor fungierte, mit Hilfe des Industriellen und Finanziers Theodor von Cramer-Klett und dessen Vertrauten, vor allem Wilhelm von Finck (Teilhaber des Bankhauses Merck Finck & Co) und Hermann Pemsel (seit 1872 Generalbevollmächtigter von Cramer-Klett), sowie der Darmstädter Bank für Handel und Industrie die Münchener Rückversicherungs-Gesellschaft. 1890 folgte die Gründung der Allianz-Versicherungs-Aktiengesellschaft. Carl von Thieme leitete die Gesellschaft bis 1921, Wilhelm von Finck war bis 1924 Vorsitzender des Aufsichtsrates.
Berühmt wurde die Münchener Rückversicherungs-Gesellschaft durch das San-Francisco-Erdbeben von 1906, da sie damals die einzige Versicherung war, die nach der Regulierung aller Schäden noch zahlungsfähig war.
Während der Zeit des Nationalsozialismus profitierte die Münchener Rück indirekt von der Verfolgung jüdischer Kunden, die gezwungen waren, Lebensversicherungen mit finanziellen Verlusten vorzeitig aufzulösen sowie Immobilien unter Marktwert zu veräußern. Ab 1940 war das Unternehmen zudem über Rückversicherungen an Geschäften der Allianz mit der SS beteiligt: Die betreffenden Verträge versicherten Baracken und Betriebe in sieben Konzentrations- und Vernichtungslagern. Vorstandsmitglied Kurt Schmitt trat im Jahr 1933 SS und NSDAP bei und diente zwischenzeitlich als Reichswirtschaftsminister im Kabinett Hitler. Von 1938 bis Kriegsende war Schmitt Vorstandsvorsitzender der Münchener Rück. Die übrigen vier Vorstandsmitglieder, die zum Zeitpunkt des Kriegsendes amtieren, waren nicht Mitglieder der NSDAP.
In den 1970er Jahren baute Gerhard Berz den Bereich Elementargefahren auf, der später in GeoRisikoForschung umbenannt wurde und den Ruf eines weltweit führenden Instituts auf dem Gebiet der Georisiko-Forschung in der Versicherungswirtschaft erlangte.
Die Münchener Rückversicherungs-Gesellschaft ist seit 2002 Gesellschafter bei der Extremus-Versicherung, einem deutschen Spezialversicherer für Großschäden durch Terrorismus.
Seit 2009 tritt die Münchener Rück unter der Marke „Munich Re“ auf. Der Namensbestandteil „Re“ ist eine Abkürzung des Begriffes „reinsurance“.
Im September 2018 übernahm Münchener Rück das Berliner IoT Sensorik-Startup Relayr für 300 Millionen US-Dollar.
Die Münchener Rück und das Deutsche Forschungszentrums für Künstliche Intelligenz (DFKI) gaben im Januar 2019 den Erwerb eines Gesellschaftsanteils des DFKI durch die Münchener Rück bekannt. Über den Kaufpreis wurden keine Angaben gemacht.
Im Jahr 2025 zog sich Munich Re aus vier Klimaschutzinitiativen zurück. Als Grund dafür wird die Politik Donald Trumps verantwortlich gemacht. Im April desselben Jahres hatte der Vorstandschef Joachim Wenning die USA unter Trump als Bedrohung für Europa bezeichnet. Im Juli kündigte er seinen Rücktritt zum Jahresende 2025 an.

## Konzernüberblick

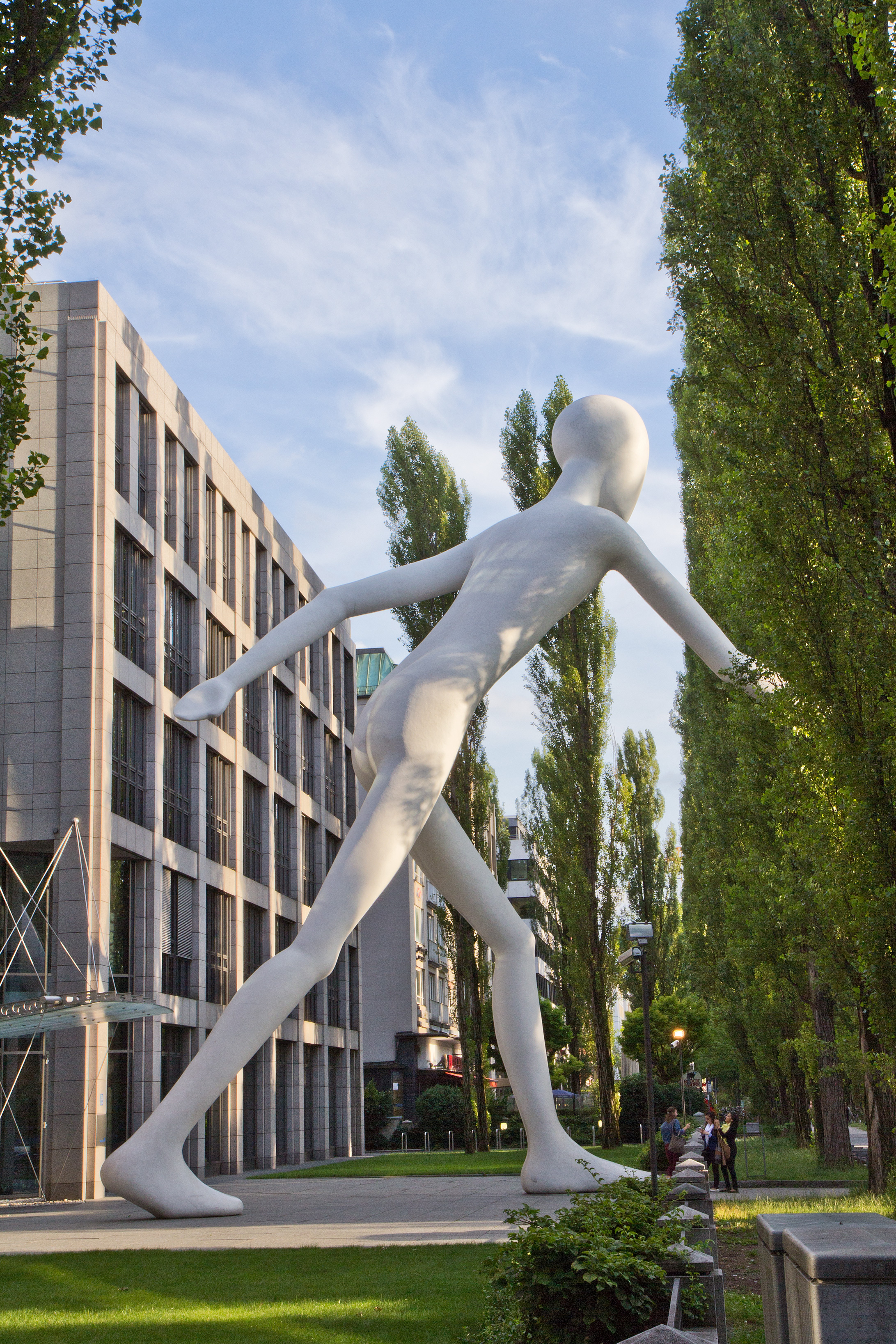
Walking Man vor dem Geschäftsgebäude in der Münchner Leopoldstraße

Die Münchener-Rück-Gruppe ist zum einen in der Rückversicherung und zum anderen mit der Ergo-Gruppe in der Erstversicherung tätig. Darüber hinaus betreut die Munich Ergo Assetmanagement GmbH (MEAG) als Vermögensverwalter einen großen Teil der Kapitalanlagen des Unternehmens sowie Vermögen privater und institutioneller Investoren.

### Rückversicherung
Die Münchener Rück übernimmt für weltweit rund 4.000 verschiedene Versicherungen Teile des Risikos und berät sie im Versicherungsgeschäft. Neben ihrem Stammsitz in München unterhält die Münchener Rück mehr als 50 Außenstellen. Rückversichert werden unter anderem Lebens-, Kranken-, Haftpflicht-, Unfall-, Kraftfahrt-, Transport/Luftfahrt/Raumfahrt-, Feuer- und technische Versicherungen. Im Jahr 2020 lagen die gebuchten Bruttobeiträge in der Sparte Rückversicherung bei rund 37,3 Mrd. Euro (2016: 31,5 Mrd. Euro).
Teilweise werden firmenintern Erstversicherungsunternehmen der Rückversicherungssparte zugeordnet, dies betrifft insbesondere Spezialversicherer. Diese fallen in den Zuständigkeitsbereich des Anfang 2023 neu eingeführten Vorstandsressorts „Global Specialty Insurance“ (GSI) und umfassen insbesondere die American Modern Insurance Group (AMIG), die Hartford Steam Boiler Inspection and Insurance Company (HSB), Munich Re Specialty Insurance,  Munich Re Syndicate und Aerospace und die Great Lakes Insurance (GLISE).

### Ergo Group
Die Ergo Group bietet als Erstversicherer alle Formen der Lebens- und Krankenversicherung sowie die meisten Formen der Schadens- und Unfallversicherungen an. Die Ergo ist in mehr als 30 Ländern vertreten und betreut rund 35 Mio. Kunden. Zur Ergo Group gehören unter anderem die Versicherungs-Tochtergesellschaften D.A.S., DKV und ERGO Reiseversicherung sowie der Finanzvertrieb Ergo Pro. Mit gebuchten Bruttobeiträgen von rund 17,6 Milliarden Euro (2016: 17,4 Milliarden Euro) ist die Ergo Group 2020 einer der großen Erstversicherer in Deutschland und Europa.

### MEAG
1999 gründeten die Münchener Rück und die Ergo Gruppe den Vermögensverwalter Munich Ergo Assetmanagement GmbH (MEAG). Die MEAG betreut weltweit Vermögen in Höhe von 336 Mrd. Euro.

## Aktie und Anteilseigner
Das Grundkapital der Gesellschaft ist aufgeteilt in rund 136 Millionen nennwertlose Namensaktien. Der Streubesitz liegt bei 100 %. Die Zahl der im Aktienregister eingetragenen Aktionäre beträgt 341.000 (Stand: 31. Dezember 2024). Private Anleger halten 24,1 % am Grundkapital und institutionelle Anleger 75,9 %. Nach einer Verdopplung des Anteils privater Anleger innerhalb von zehn Jahren seit 2010 (10,5 %), stabilisierte sich deren Anteil bei über 20 %.
Die Aktionärsstruktur setzt sich wie folgt zusammen:
| Anteil  | Anteilseigner (Stand: 11.04.2025) |
| ------- | --------------------------------- |
| 6,18 %  | BlackRock                         |
| 93,82 % | übriger Streubesitz               |

Die Aktionäre befinden sich hauptsächlich in Deutschland (43,6 %), dem Rest Kontinental-Europas (18,2 %), Nordamerika (20,5 %) und Großbritannien (17 %).

## Dividendenpolitik
Die Münchener Rück zählt zu den zuverlässigsten Dividenden-Zahlern unter den in Deutschland börsennotierten Unternehmen. Die Gesellschaft gibt an, die Dividende jährlich steigern zu wollen, sie zumindest aber auf der Höhe des Vorjahres zu halten. Tatsächlich hat die Münchener Rück seit 1970 keine Kürzung der Ausschüttung vorgenommen oder diese ausgesetzt. Selbst in Jahren mit Gewinnrückgängen wurde die Dividende im Vergleich zum Vorjahr konstant gehalten. In den vergangenen zehn Jahren wurde die Ausschüttung acht Mal angehoben und zwei Mal konstant gehalten. Aufgrund der über die Jahre konstant überdurchschnittlich hohen Dividendenrendite ist die Aktie der Münchener Rück seit September 2005 bis heute ununterbrochen im DivDAX vertreten.

## Geschäftszahlen für den Konzern
| Jahr                                               | 2005   | 2006   | 2007   | 2008   | 2009   | 2010   | 2011   | 2012   | 2013   | 2014   | 2015   | 2016   | 2017   | 2018   | 2019   | 2020   | 2021   | 2022   | 2023   |
| -------------------------------------------------- | ------ | ------ | ------ | ------ | ------ | ------ | ------ | ------ | ------ | ------ | ------ | ------ | ------ | ------ | ------ | ------ | ------ | ------ | ------ |
| Gebuchte Bruttobeiträge (Mrd. Euro)                | 38,2   | 37,4   | 37,3   | 37,8   | 41,4   | 45,5   | 49,6   | 52,0   | 51,1   | 48,8   | 50,4   | 48,9   | 49,1   | 49,1   | 51,5   | 54,9   | 59,6   | 67,1   | 57,9   |
| Operatives Ergebnis (Mio. Euro)                    | 4.156  | 5.877  | 5.573  | 3.834  | 4.721  | 3.978  | 1.180  | 5.350  | 4.409  | 4.027  | 4.819  | 4.025  | 1.241  | 3.725  | 3.430  | 1.986  | 3.517  | 3.582  | 5.702  |
| Ertragsteuern (Mio. Euro)                          | 1.014  | 1.648  | 801    | 1.372  | 1.264  | 692    | 552    | −878   | −108   | 312    | −476   | −760   | 298    | −576   | −483   | −269   | −552   | −580   | −936   |
| Konzernergebnis (Mio. Euro)                        | 2.751  | 3.519  | 3.923  | 1.579  | 2.564  | 2.430  | 712    | 3.211  | 3.342  | 3.171  | 3.122  | 2.581  | 392    | 2.275  | 2.707  | 1.211  | 2.932  | 3.419  | 4.597  |
| Kapitalanlagen (Mrd. Euro)                         | 177,2  | 176,9  | 176,2  | 174,9  | 182,2  | 193,1  | 201,7  | 213,8  | 209,5  | 218,9  | 215,1  | 219,4  | 217,6  | 216,9  | 228,8  | 233,0  | 240,3  | 219,8  | 218,5  |
| Versicherungstechnische Rückstellungen (Mrd. Euro) | 154,0  | 153,9  | 152,4  | 157,2  | 163,9  | 171,1  | 181,2  | 186,1  | 187,7  | 198,4  | 198,5  | 202,2  | 205,8  | 208,3  | 217,9  | 221,5  | 234,0  | 232,5  | 72,4   |
| Eigenkapital (Mrd. Euro)                           | 24,3   | 26,3   | 25,3   | 21,1   | 22,3   | 23,0   | 23,3   | 27,4   | 26,2   | 30,3   | 31,0   | 31,8   | 28,2   | 26,5   | 30,6   | 30,0   | 30,9   | 21,2   | 29,8   |
| Eigenkapitalrendite (%)                            | 12,5   | 14,1   | 15,3   | 7,0    | 11,8   | 10,4   | 3,3    | 12,6   | 12,5   | 11,3   | 10,0   | 8,1    | 1,3    | 8,4    | 11,7   | 5,3    | 12,6   | 13,5   | 15,7   |
| Mitarbeiter am 31. Dezember (Anzahl)               | 37.953 | 37.210 | 38.634 | 44.209 | 47.249 | 46.915 | 47.206 | 45.437 | 44.665 | 43.316 | 43.554 | 43.428 | 42.410 | 41.410 | 39.662 | 39.642 | 39.281 | 41.389 | 42.812 |
| Dividende (Euro je Aktie)                          | 3,10   | 4,50   | 5,50   | 5,50   | 5,75   | 6,25   | 6,25   | 7,00   | 7,25   | 7,75   | 8,25   | 8,60   | 8,60   | 9,25   | 9,80   | 9,80   | 11,00  | 11,60  | 15,00  |

## Generaldirektoren/Vorstandsvorsitzende
| Amtszeit  | Name                  |
| --------- | --------------------- |
| 1880–1922 | Carl von Thieme       |
| 1922–1938 | Wilhelm Kißkalt       |
| 1938–1945 | Kurt Schmitt          |
| 1945–1950 | Eberhard Reininghaus  |
| 1950–1969 | Alois Alzheimer       |
| 1969–1993 | Horst Jannott         |
| 1993–2004 | Hans-Jürgen Schinzler |
| 2004–2017 | Nikolaus von Bomhard  |
| seit 2017 | Joachim Wenning       |

## Munich Re Art Collection
Die Geschichte der Munich Re Art Collection beginnt mit der Firmengründung durch Carl von Thieme, der für die Ausgestaltung des 1912/13 neu errichteten Unternehmenssitzes an der Königinstraße in München Künstler wie Reinhold Max Eichler und Fritz Erler beauftragte. Die von Beginn an auf zeitgenössische Kunst ausgerichtete Sammlung wurde im Lauf der Jahrzehnte sukzessive mit Werken bedeutender Künstler erweitert. Dazu gehören beispielsweise Werke von Rudolf Belling, Barbara Hepworth, Rupprecht Geiger („Konkav gerundet“, 1973), Norbert Kricke und Joseph Beuys.
Ab Mitte der 1990er-Jahre wurde die Sammlungstätigkeit intensiviert. Seit 1995 steht der Walking Man von Jonathan Borofsky vor einem Geschäftsgebäude der Münchener Rück an der Leopoldstraße. Er ist mittlerweile zu einem Wahrzeichen Münchens geworden. Im öffentlichen Raum finden sich aus der Munich Re Art Collection auch Skulpturen und Installationen von Künstlern wie Ólafur Elíasson und Roxy Paine.
Für das weitverzweigte Netz aus unterirdischen Passagen, welche die Gebäude des Unternehmens in München-Schwabing miteinander verbinden, haben Künstler wie Angela Bulloch, Keith Sonnier und James Turrell Lichtinstallationen entworfen.
Die heute über 3.000 Werke umfassende Sammlung wird stetig erweitert und in den Münchener Geschäftsgebäuden des Unternehmens präsentiert. Auch Mitarbeiter können sich Kunstwerke aus der Sammlung für ihr Büro ausleihen. Neben international bekannten Künstlern wie Jenny Holzer, Olaf Metzel, Andy Hope 1930, Wolfgang Tillmans und Katharina Gaenssler werden auch Arbeiten von Nachwuchskünstlern für die Sammlung erworben. Im Geschäftsgebäude an der Berliner Straße, das vom Architekturbüro Sauerbruch Hutton entworfen wurde, finden in regelmäßigen Abständen Wechselausstellungen zur zeitgenössischen Kunst statt.
Die Sammlung wird seit 1996 von der Kunsthistorikerin und Kuratorin Susanne Ehrenfried geleitet.

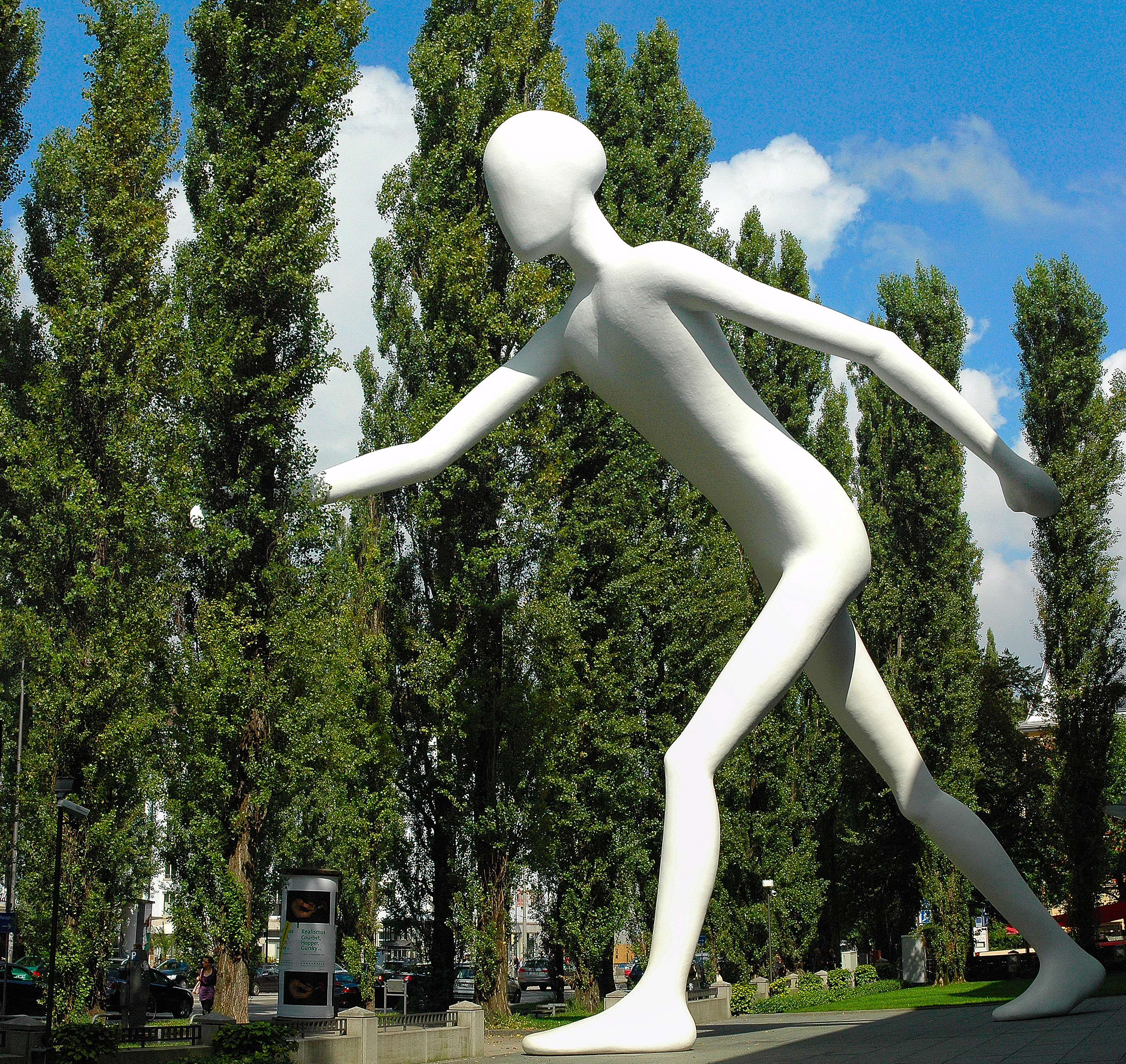
Jonathan Borofsky: „Walking Man“ (1995)
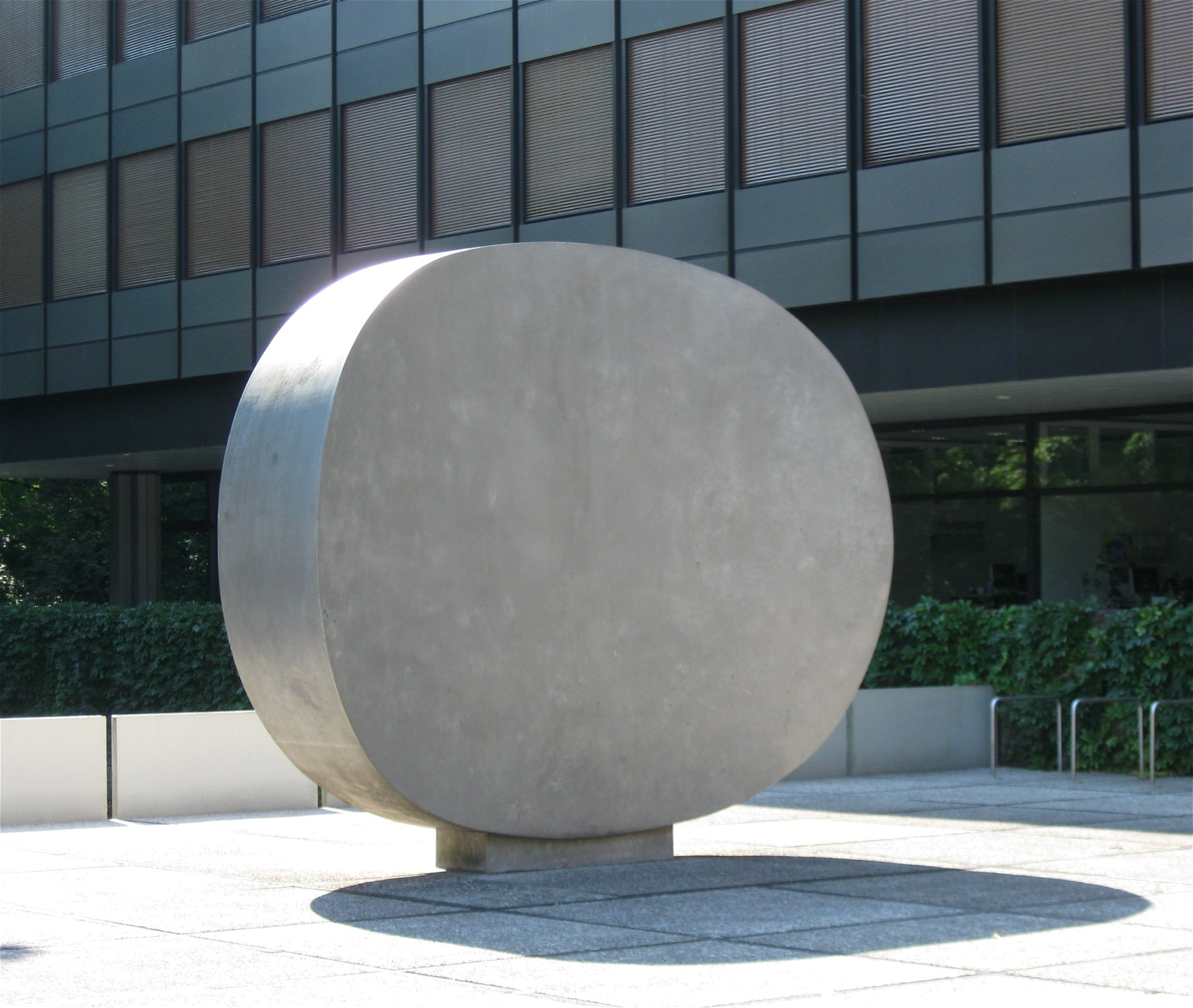
Rupprecht Geiger: „Konkav gerundet“ (1973)
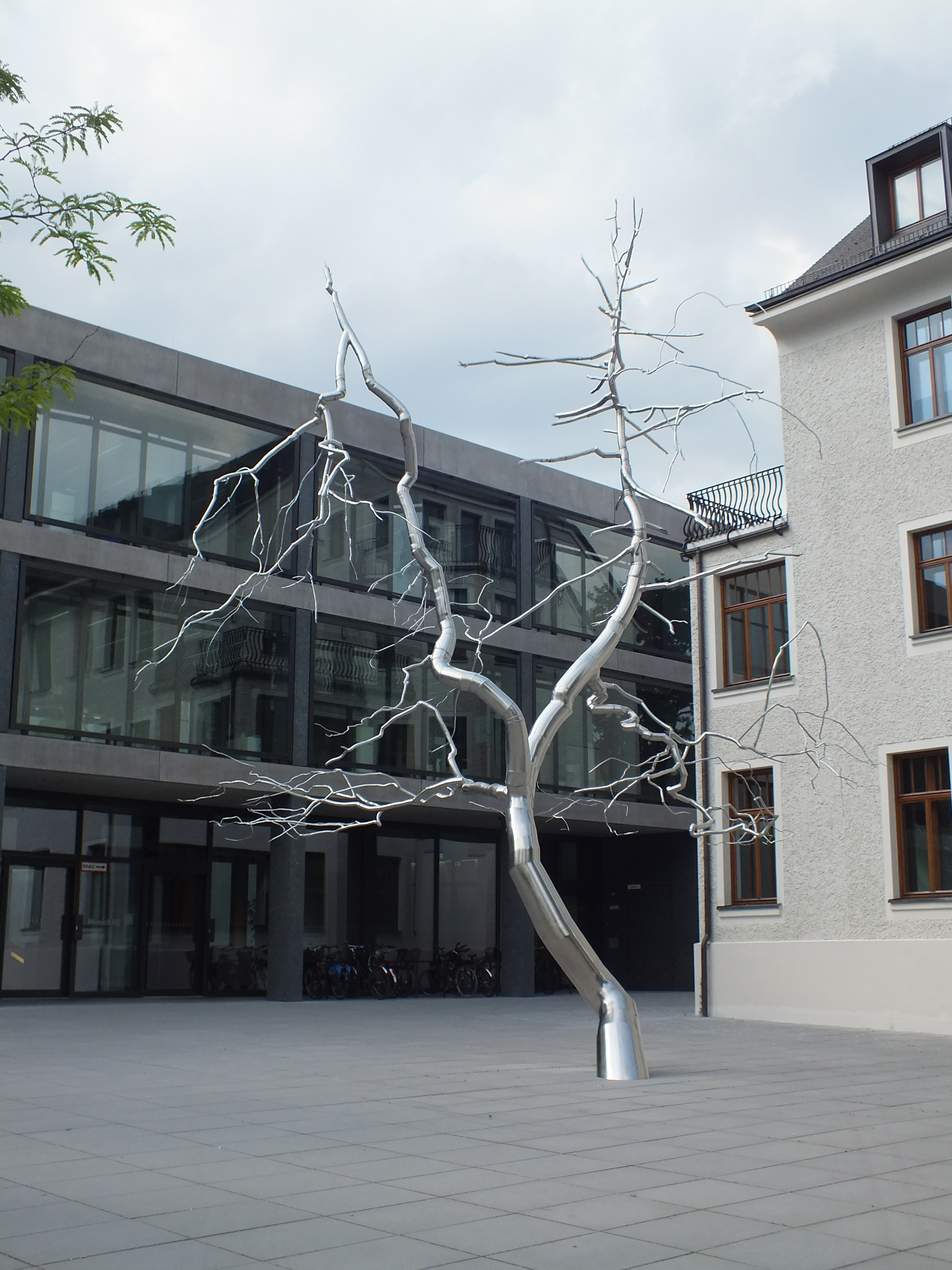
Roxy Paine: „Discrepancy“ (2011)

## Investments
Im Oktober 2019 investierte Munich Re 250 Millionen US-Dollar in NEXT Insurance Inc. in einer Finanzierungsrunde, die den Versicherungsanbieter für kleine Unternehmen auf mehr als 1 Milliarde US-Dollar bewertete.
Im Oktober 2022 erwarb Munich RE die API Business Operations Plattform apinity von der Allianz Gruppe. Die beiden Parteien gaben den Betrag nicht bekannt.